# Camilla Christensen
Camilla Christensen (født 12. januar 1957 i Snekkersten) er en dansk forfatter.
Hun er opvokset i Ølby ved Køge, og blev uddannet journalist samt var ansat på Berlingske Tidende. I 1985 debuterede hun med digtsamlingen Fejlspændt og har desuden udgivet andre digte, noveller og romaner, bl.a. Jorden under Høje Gladsaxe, som hun modtog Kritikerprisen for i 2002. I 2012 modtog hun Beatrice Prisen.